# Leelee Sobieski

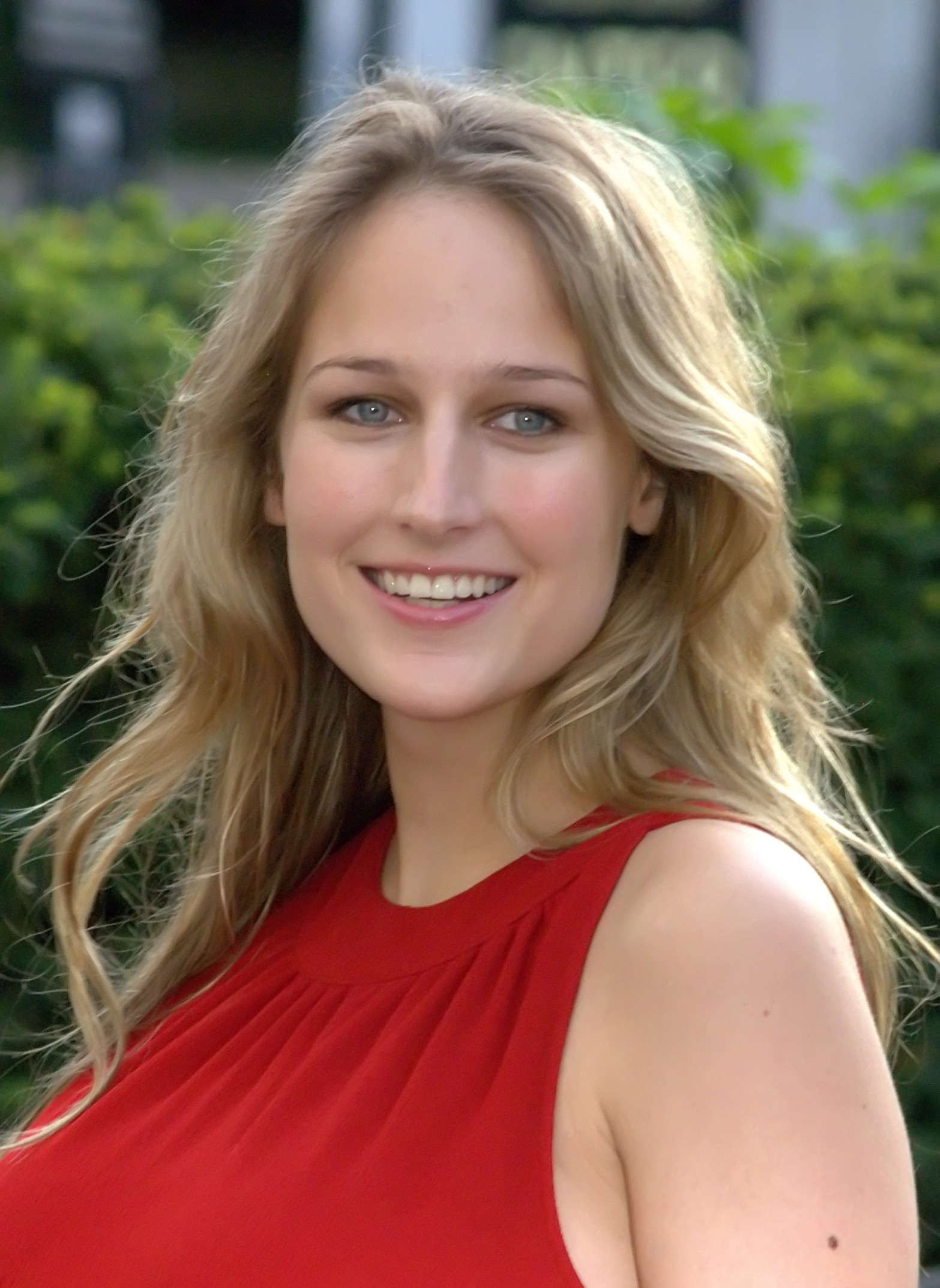
Leelee Sobieski in New York City (2009)

Leelee Sobieski (* 10. Juni 1983 in New York City als Liliane Rudabet Gloria Elsveta Sobieski) ist eine ehemalige US-amerikanische Schauspielerin französisch-polnischer Herkunft, die sich heute als bildende Künstlerin betätigt.

## Leben und Karriere
Sobieskis Vater Jean ist Maler, ihre Mutter Elizabeth (geb. Salomon) Schriftstellerin und Produzentin. Sobieski wurde bei einem Casting entdeckt, das in ihrer Schule in New York City stattfand. Seitdem trat sie in Werbespots und im Fernsehen auf, später folgten erste Filmrollen.
Für ihre schauspielerische Leistung in der Rolle der Jeanne d’Arc in dem Fernseh-Zweiteiler Jeanne d’Arc – Die Frau des Jahrtausends wurde Sobieski 1999 mit einem Young Star Award und einem Young Hollywood Award als Superstar of Tomorrow ausgezeichnet. Daneben erhielt sie weitere zahlreiche Nominierungen, darunter für einen Emmy Award (1999) sowie ein Jahr später für einen Golden Globe. Für ihre Rolle in dem Film Here on Earth war sie 2000 für einen Teen Choice Award nominiert. Im Jahr 2002 war sie für ihre Rolle in dem Fernsehdrama Uprising – Der Aufstand erneut für einen Golden Globe nominiert. Im Jahr 2009 erhielt sie zwei Nominierungen für die Goldene Himbeere als schlechteste Nebendarstellerin für ihre Leistungen in den Filmen 88 Minuten und Schwerter des Königs – Dungeon Siege. Im Jahr 2012 stand sie neben Max von Sydow im russischen Science-Fiction-Thriller Branded vor der Kamera. Danach folgten bislang nur noch zwei weitere Filmauftritte (Stand September 2021). Insgesamt umfasst ihr Schaffen rund 40 Film- und Fernsehproduktionen.
Nach eigenen Angaben hat sich Sobieski weitestgehend aus dem Filmgeschäft zurückgezogen, um sich einer neuen Karriere als Künstlerin zu widmen. Sie schafft abstrakte Bilder und Skulpturen.
Von 2008 bis 2009 war Sobieski in erster Ehe mit Matthew Davis verheiratet. Am 16. Dezember 2009 wurde Sobieski Mutter einer Tochter; Vater ist der Designer Adam Kimmel, den sie 2020 heiratete. Im August 2014 wurde sie Mutter eines Sohnes.

## Filmografie
- 1994: Der Ruf des Todes (Reunion, Fernsehfilm)
- 1995: Ein Pferd für Danny (A Horse for Danny, Fernsehfilm)
- 1995: Charlie Grace – Der Schnüffler (Charlie Grace, Fernsehserie)
- 1996: Grace (Grace Under Fire, Fernsehserie)
- 1996: Mama wird’s schon richten (The Home Court, Fernsehserie)
- 1996: NewsRadio (Fernsehserie)
- 1997: Aus dem Dschungel, in den Dschungel (Jungle 2 Jungle)
- 1998: F/X – Die Serie (F/X, Fernsehserie)
- 1998: Deep Impact
- 1998: Die Zeit der Jugend (A Soldier’s Daughter Never Cries)
- 1999: Ungeküsst (Never Been Kissed)
- 1999: Jeanne d’Arc – Die Frau des Jahrtausends (Joan of Arc, Fernsehfilm)
- 1999: Eyes Wide Shut
- 2000: Here on Earth
- 2001: My First Mister
- 2001: Joyride – Spritztour (Joyride)
- 2001: The Glass House
- 2001: Uprising – Der Aufstand (Uprising, Fernsehfilm)
- 2002: Das Idol (L’Idole)
- 2002: Max
- 2003: Gefährliche Liebschaften (Les Liaisons dangereuses, Fernsehserie)
- 2005: Herkules (Fernsehserie)
- 2005: London – Liebe des Lebens? (London)
- 2006: Lying
- 2006: Heavens Fall
- 2006: In a Dark Place
- 2006: Wicker Man – Ritual des Bösen (The Wicker Man)
- 2006: The Optimist – Eine Familie mit besonderer Note (The Elder Son)
- 2007: Schwerter des Königs – Dungeon Siege (In the Name of the King: A Dungeon Siege Tale)
- 2007: Walk All Over Me – Liebe, Latex, Lösegeld (Walk All Over Me)
- 2007: 88 Minuten (88 Minutes)
- 2008: Acts of Violence
- 2009: Finding Bliss
- 2009: Night Train
- 2009: Public Enemies
- 2009: The Mad Cow
- 2010: Drop Dead Diva (Fernsehserie, Episode 2x07)
- 2011: Good Wife (The Good Wife, Fernsehserie, Episode 2x10)
- 2012: NYC 22 (Fernsehserie, 13 Episoden)
- 2012: Branded
- 2016: The Last Film Festival
- 2018: Amerikali Kiz (Fernsehfilm)